# Götatunneln
Koordinaten: 57° 42′ 40″ N, 11° 58′ 2,1″ O

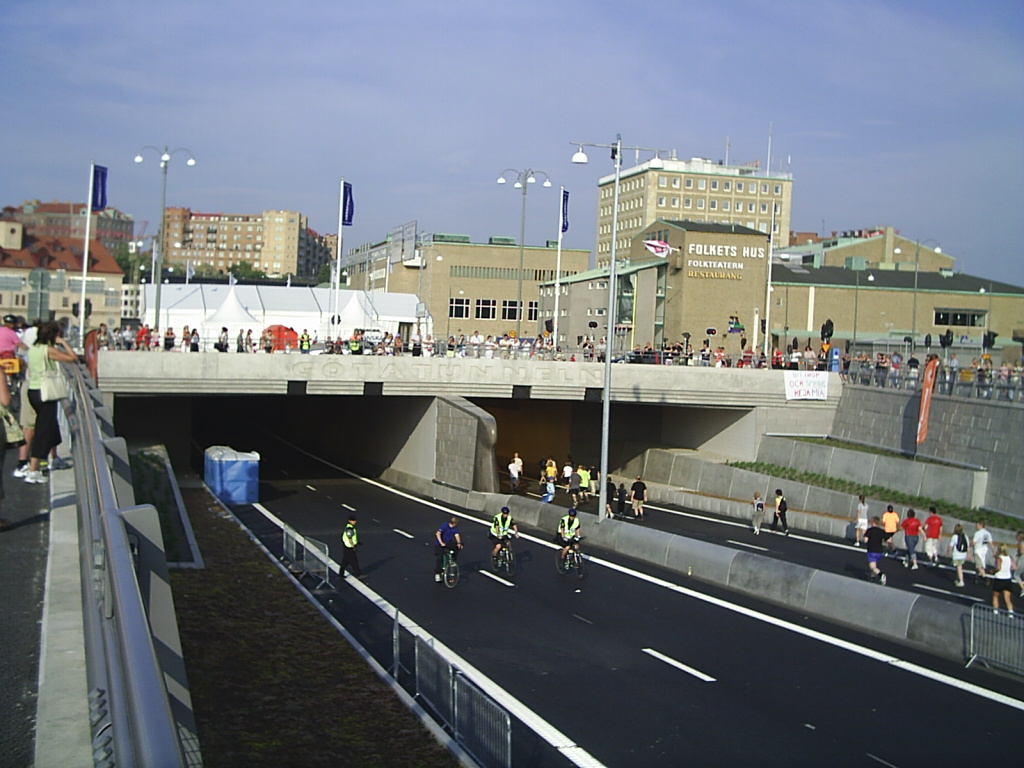
Das Westportal bei der Tunneleröffnung

Der Götatunneln ist ein in den Jahren 2000 bis 2006 gebauter Straßentunnel, der unter der Innenstadt der schwedischen Stadt Göteborg verläuft. Er besteht aus zwei Röhren mit jeweils drei Fahrstreifen. Der Tunnel ist ca. 1.600 Meter lang und wurde am 16. Juni 2006 eröffnet. Die Gesamtkosten beliefen sich auf ca. 3 Milliarden Schwedische Kronen (ungefähr 319 Millionen Euro).
Durch den Tunnel führt die Europastraße 45, die vorher direkt durch die Innenstadt zwischen dem Platz Järntorget und dem Hafen Lilla Bommen entlang der Göta älv verlief. Auf dem Gebiet der ehemaligen E 45 wurden neue Wohnungen und Büros errichtet.